# 俞獻可 (萬曆進士)
俞献可（1566年—1603年），字志襄，山西太原衛軍籍，明朝政治人物。

## 生平
萬曆十年（1582年）壬午科山西鄉試舉人，二十六年（1598年）戊戌科進士。都察院觀政，官陝西宝鸡县知县，三十一年卒。